# Храм Святой Живоначальной Троицы в Копосове
Храм Святой Живоначальной Троицы — православный храм в посёлке Копосово Сормовского района Нижнего Новгорода.

## История
Предание гласит, что в 1365 году, по благословению митрополита Московского и всея Руси Алексия, Сергий Радонежский посетил Нижний Новгород, чтобы примирить нижегородских князей Бориса и Димитрия Константиновичей и по праву вернуть престол князю Димитрию.
Если верить церковной легенде, на месте будущего храма преподобный Сергий Радонежский освятил источники, водой из которых лечились заболевшие чумой. В честь этого события в селе была поставлена часовня, а потом и деревянная Сергиевская церковь.
Существующий каменный храм был построен в 1803 году на средства прихожан. Церковь имела три престола: центральный — во имя Пресвятой Живоначальной Троицы, правый — во имя преподобного Сергия Радонежского, левый — в честь Введения во Храм Пресвятой Богородицы.

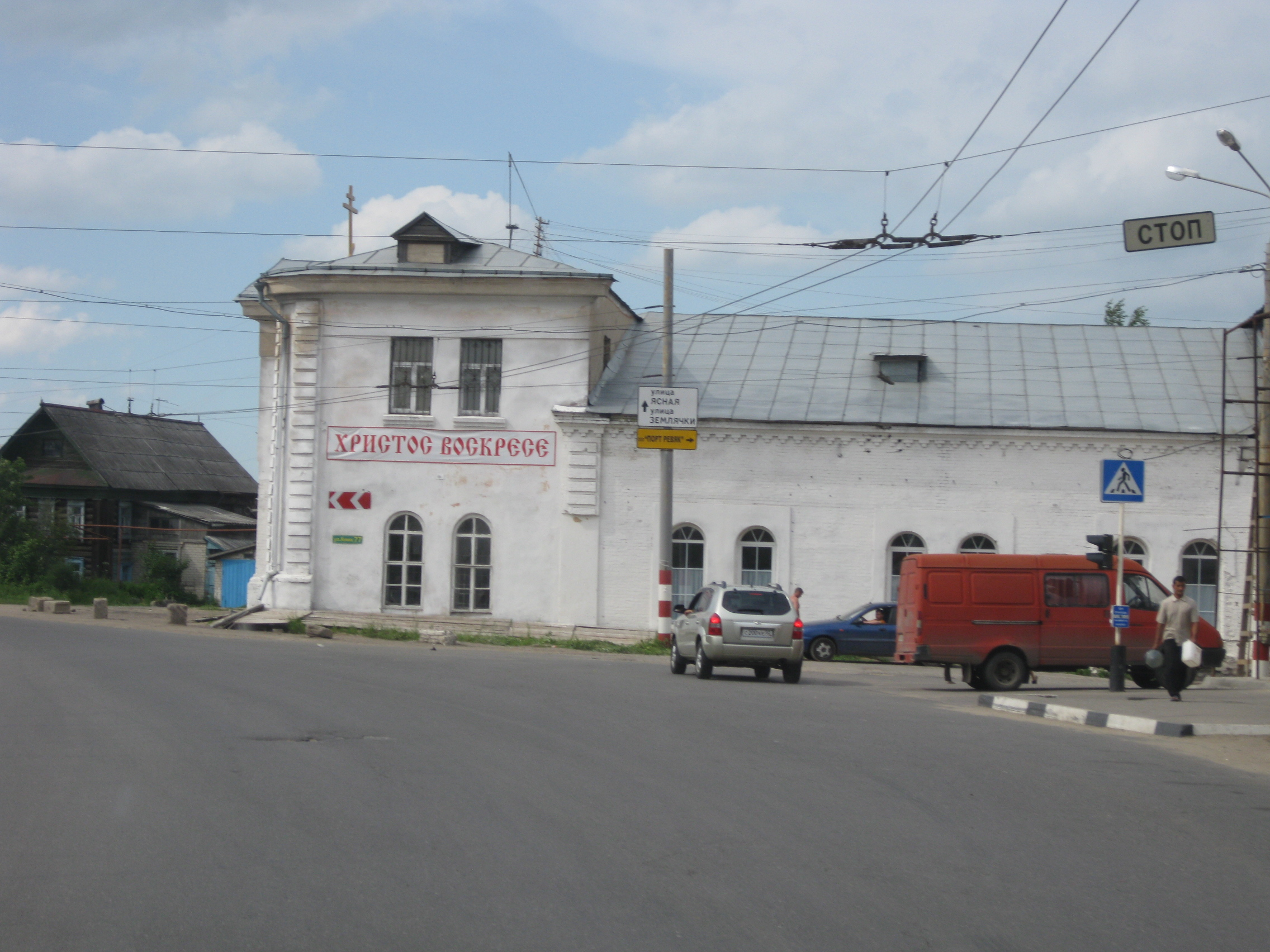
Вид храма в 2009 году

22 ноября 1938 года храм был закрыт и отдан под заводской клуб. В 1946 году в нём разместился цинковальный завод. Были разрушены колокольня, главный Троицкий придел, правая опорная стена и своды, храм был существенно перестроен, потеряв свой исторический вид.
В январе 2008 года храм был возвращён Нижегородской епархии, и с этого времени в нем стали еженедельно совершать водосвятные молебны. 8 февраля 2009 года в храме была совершена первая Божественная литургия.
Восстановление храма стало частью региональной программы «Под духовным покровом преподобного Сергия». Программа приурочена к 700-летию преподобного Сергия Радонежского, которое отмечалось в 2014 году, и 650-летию с тех пор, как в 1365 году святой побывал на Нижегородской земле.
2 июня 2015 года были освящены колокола, купола и кресты для колокольни храма.
30 июля в восстановленном храме митрополитом Нижегородским и Арзамасским Георгием был совершён чин Великого освящения. 5 августа Владыка Георгий освятил часовню.

## Духовенство
- Настоятель храма — иерей Иоанн Крючков